# Annular Bearing Engineering Committee
Das Annular Bearing Engineering Committee (ABEC) ist ein Fachausschuss der American Bearing Manufacturers Association (ABMA), der Vereinigung der amerikanischen Kugel- und Wälzlagerhersteller. Vom ABEC wurde die so genannte ABEC-Skala (ANSI/ABMA Standard 20) entwickelt, in der Toleranzklassen für die Fertigung von Kugellagern festgelegt werden. Der entsprechende ISO-Standard ist ISO 492.
Die Toleranzklassen der ABEC-Skala werden durch aufsteigende Bezeichnungen ABEC 1, ABEC 3 usw. gekennzeichnet. Mit zunehmender Bezeichnung (hier werden nur ungerade Zahlen verwendet) sinken die Fertigungstoleranzen der entsprechenden Lager. In der breiten Öffentlichkeit ist die ABEC-Skala vor allem als einfaches Qualitätsmerkmal für die Kugellager von Waveboards, Inline-Skates, Roller Skates, Skateboards, Kickboards, Longboards und Fidget Spinnern bekannt.
| ABMA/ANSI Std. 20 | ISO 492 | DIN 620 | JIS B 1514       |
| ----------------- | ------- | ------- | ---------------- |
| ABEC 1            | normal  | P0      | class 0 class 6X |
| ABEC 3            | class 6 | P6      | class 6          |
| ABEC 5            | class 5 | P5      | class 5          |
| ABEC 7            | class 4 | P4      | class 4          |
| ABEC 9            | class 2 | P2      | class 2          |